# Pla de Montsó
Pla de Montsó és una partida de l'Horta de Lleida, de Lleida.
Limita:
- Al nord amb el terme municipal d'Alpicat.
- A l'est amb la partida d'Alpicat.
- Al sud-est amb la partida de Fontanet lo Curt.
- Al sud amb la partida de Les Torres de Sanui.
- A l'oest amb les urbanitzacions de La Cerdera, de Lleida.